# James Allister Jenkins
James Allister Jenkins (* 23. September 1923 in Toronto, Ontario; † 16. September 2012 in Lock Haven, Pennsylvania) war ein amerikanischer Mathematiker.

## Leben
Jenkins promovierte 1948 an der Harvard University mit der Schrift Some Problems in Conformal Mapping. Betreuer seiner Dissertation war Lars Valerian Ahlfors. Jenkins war zunächst Professor an der University of Notre Dame, später dann an der Washington University in St. Louis, wo er bis zu seiner Emeritierung blieb.
Das Hauptarbeitsgebiet von Jenkins war die Funktionentheorie, etwa konforme Abbildungen.
1962 war er Invited Speaker auf dem Internationalen Mathematikerkongress (ICM) in Stockholm.

## Veröffentlichungen
- Univalent Functions and conformal mapping (1965, Springer), ISBN 978-3-642-88563-1
- Vom Lösen Mathematischer Aufgaben : Einsicht und Entdeckung, Lernen und Lehren (1979, Springer), ISBN 978-3-0348-4105-4